# Gustaw III
Gustaw III (ur. 24 stycznia 1746 w Sztokholmie, zm. 29 marca 1792 tamże) – król Szwecji z dynastii Holstein-Gottorp od 1771 roku; zwolennik absolutyzmu oświeconego, zmarł w wyniku obrażeń odniesionych w czasie zbrojnego zamachu.

## Życiorys

### Dzieciństwo i młodość

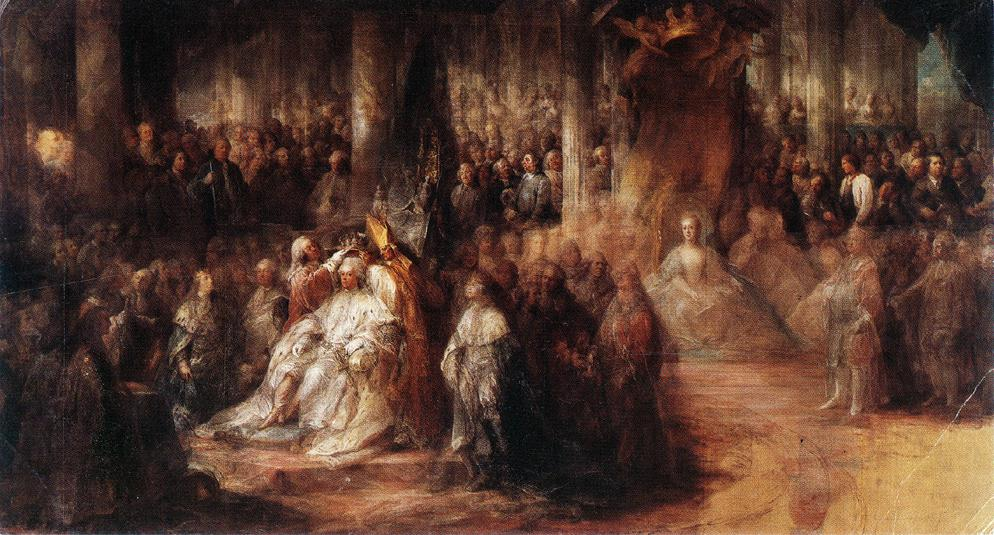
Koronacja Gustawa III

Urodził się w 1746 roku w Sztokholmie jako najstarszy syn Adolfa Fryderyka i Ludwiki Ulryki Hohenzollern. Jego młodszym bratem był Karol XIII. Odebrał bardzo staranne wykształcenie, a jednym z jego wychowawców był polityk, hrabia Carl Gustaf Tessin. 
Zapatrzony we francuski model ustrojowy, Gustaw dążył do absolutyzmu oświeconego. Jeszcze przed objęciem rządów, w 1768 roku, wraz z grupą polityków należących do partii kapeluszy opracował projekt nowej konstytucji, która miała poszerzyć uprawnienia króla.

### Początki rządów
Po śmierci ojca w 1771 roku został nowym władcą Szwecji. Swoje rządy rozpoczął od krytyki parlamentaryzmu, zwracając uwagę na powszechną anarchię, korupcję, ingerencję obcych mocarstw w życie polityczne kraju. 
19 sierpnia 1772 roku przeprowadził przy pomocy szlacheckiego korpusu oficerskiego zamach stanu, wymuszając na sejmie zgodę na przyjęcie nowej ustawy wprowadzającej ustrój zbliżony do absolutyzmu. Jednocześnie zlikwidował profrancuskie stronnictwo kapeluszy i prorosyjskie stronnictwo czapek, czym ograniczył znaczenie Riksdagu.

### Polityka wewnętrzna
Gustaw III należał do zwolenników fizjokratyzmu, czyli wolnego rynku opartego na produkcji rolniczej. Dążył do zniesienia przywilejów i monopoli. Ustanowił wolny handel zbożem w Finlandii w 1775 roku, a następnie w całym królestwie (1780). Przeprowadził reformę walutową w latach 1776–1777, a także kodyfikację prawa cywilnego (1775-1787). Zmodernizował wymiar sprawiedliwości, znosząc tortury, procesy o czary i sądy nadzwyczajne. Zniósł również karę śmierci za niektóre przestępstwa i poprawił sytuację prawną nieślubnych dzieci. W 1774 roku znowelizował prawo o wolności druku, zawężając zakres swobód. Mimo dużego oporu kleru przeforsował w 1779 roku deklarację o wolności religii, którą w 1781 i 1782 roku rozszerzył, przyznając wolność religijną cudzoziemcom i Żydom. Rozbudował także flotę i armię.

### Działalność kulturalna

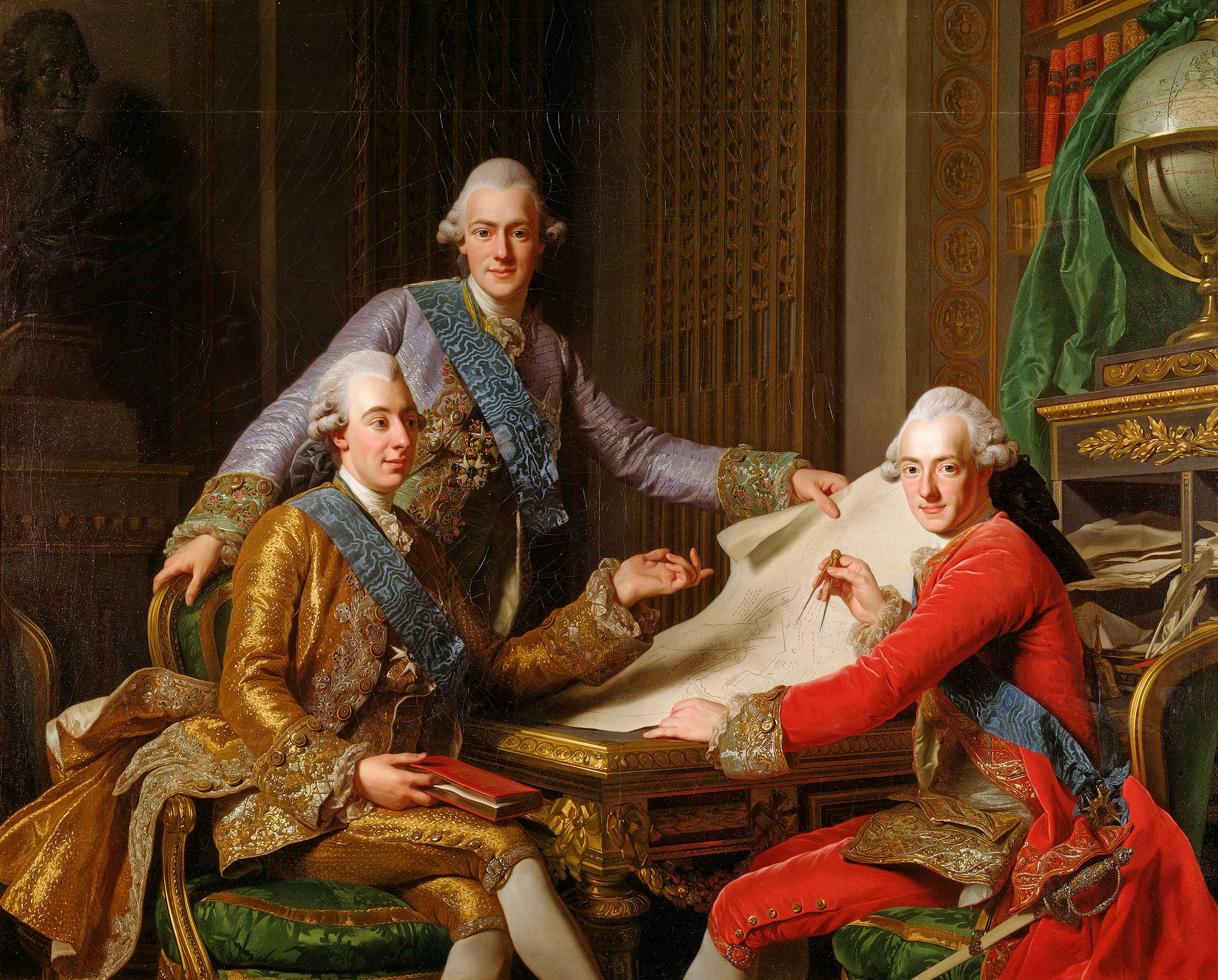
Gustaw III (po lewej) w otoczeniu młodszych braci: Fryderyka Adolfa i późniejszego Karola XIII, obraz Aleksandra Roslina

Gustaw III należał do wielkich miłośników teatru. Był protektorem sztuk pięknych, literatury i nauki. W 1786 roku założył Akademię Szwedzką. Korespondował z Diderotem i Wolterem, pisał dramaty historyczne. Opublikował anonimowo traktat O niebezpieczeństwie wagi politycznej albo wykład przyczyn, które zepsuły równoważność na północy, od wstąpienia na tron rosyjski Katarzyny II, który przełożony na język polski w 1790 roku, odegrał pewną rolę w propagandzie politycznej stronnictwa reform Sejmu Wielkiego w Rzeczypospolitej.

### Polityka zagraniczna
W 1788 roku Gustaw rozpoczął wojnę przeciwko Rosji bez wcześniejszego wypowiedzenia. Konflikt toczył się ze zmiennym szczęściem, żadna strona nie mogła osiągnąć trwałej przewagi. W pierwszej fazie wojny sprzymierzeńcem Rosjan była Dania, która jednak w 1789 r. zawarła ze Szwecją pokój. 9 lipca 1790 r. król szwedzki odniósł istotne zwycięstwo nad Rosjanami w bitwie morskiej pod Ruotsinsalmi (Svenskund), w kilka dni po innej bitwie, w której Szwedzi ponieśli duże straty. Zawarty 14 sierpnia tego samego roku traktat pokojowy w Värälä kończył tę wojnę na zasadzie status quo ante bellum, czyli bez zmian terytorialnych. Katarzyna II wyrzekła się ingerowania w wewnętrzne sprawy Szwecji oraz uznała szwedzką konstytucję z 1772 roku.
Gdy wybuchła rewolucja francuska, Gustaw współtworzył koalicję konserwatywnych władców przeciw niej. Nie wykluczał nawet desantu na ziemi francuskiej.

### Śmierć
Dalsze reformy władcy zwiększały jeszcze bardziej pozycję króla, nadawały szereg praw chłopom, a osłabiały rolę Riksdagu i szlachty. Posunięcia te spotkały się z silnym oporem opozycji arystokratycznej, która zawiązała spisek przeciwko Gustawowi III. Zamach na jego życie został przeprowadzony przez oficerów w operze sztokholmskiej 16 marca 1792 roku podczas maskarady. Zamachowcem na balu był kapitan Jacob Johan Anckarström. Raniony strzałem w plecy, król zmarł dwa tygodnie później. Został pochowany w kościele Riddarholmen.

## Potomstwo

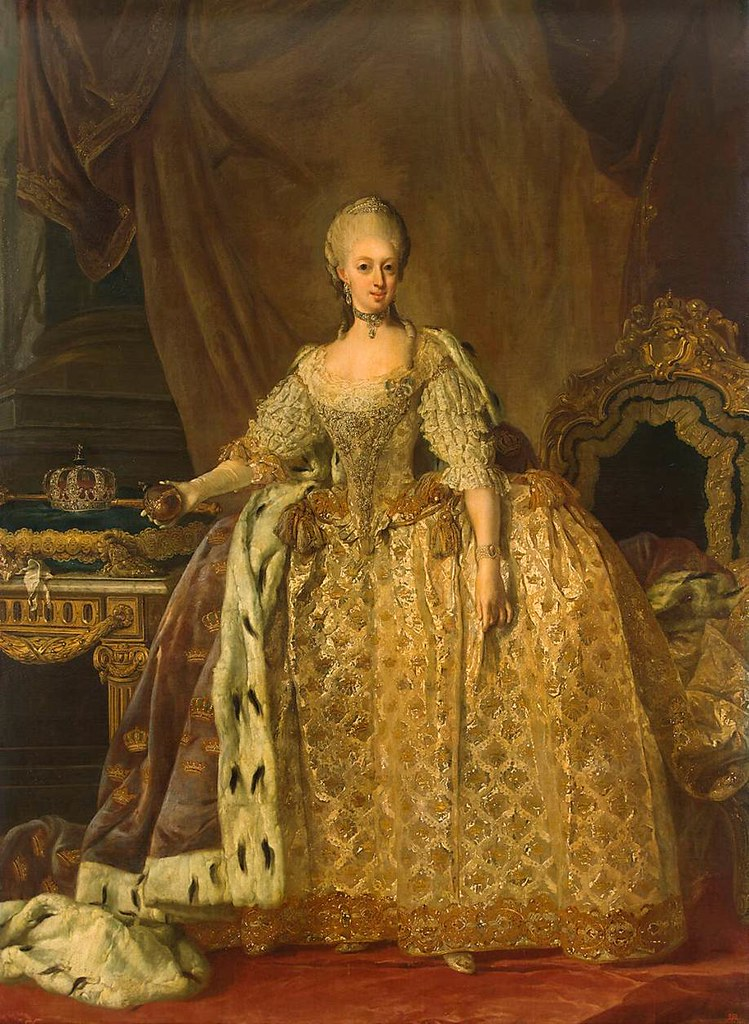
Zofia Magdalena, żona Gustawa III

W 1766 roku Gustaw III pojął za żonę Zofię Magdalenę, córkę króla Danii i Norwegii Fryderyka V z dynastii Oldenburgów. Małżeństwo to nie należało do udanych na skutek różnic w charakterach obojga małżonków. Jednak para doczekała się dwóch synów:
- Gustawa IV Adolfa (1778-1837), króla Szwecji
- Karola Gustawa (1782-1783), księcia Smalandii

## Odznaczenia
- 3. Wielki Mistrz Orderu Serafinów (odznaczony w 1748)[12]
- 3. Wielki Mistrz Orderu Gwiazdy Polarnej[12]
- 3. Wielki Mistrz Orderu Miecza[12]
- 1. Wielki Mistrz Orderu Wazów (fundator w 1772)[12]
- Order Orła Czarnego (1746, Prusy)[12]
- Order Świętego Andrzeja (1774, Rosja)[12]
- Order Świętego Aleksandra (1774, Rosja)[12]
- Order Słonia (1766, Dania)[12]